# Кузеев, Раиль Гумерович
Раи́ль Гуме́рович Кузе́ев (тат. Раил Гомәр улы Кузеев, баш. Рәил Ғүмәр улы Кузеев; 1929—2005) — советский и российский историк и этнограф, изучавший быт, культуру, этническую историю и этногенез народов Среднего Поволжья и Урала. Доктор исторических наук, профессор, член-корреспондент РАН (1991), академик АН Республики Башкортостан. Почётный гражданин Уфы. Заслуженный деятель науки РСФСР (1979) и БАССР (1969).

## Биография
Раиль Гумерович Кузеев родился 29 января 1929 года в деревне Аминево Уфимского кантона Башкирской АССР. Брат историка Рустема Кузеева, ректора Башкирского государственного педагогического института (ныне Уфимский университет науки и технологий). Является зятем татарского поэта Сайфи Кудаша. По национальности был татарином, так же его родители были записаны мишарами. Родным языком считал татарский язык.
Был из первых выпускников исторического факультета Башкирского государственного педагогического института им. Тимирязева (ныне Уфимский университет науки и технологий). В числе первых работ учёного — монографии «400 лет вместе с русским народом: присоединение Башкирии к Русскому государству и его историческое значение» и «Очерки исторической этнографии башкир». По мнению историка Кучумова Игоря Вильсовича, который был учеником Кузеева, Раиль Гумерович является тем, кто конструировал башкирскую нацию. Часто подвергался критике со стороны башкирской интеллигенции, которые обвиняли его в том, что он татарин, который неверно пишет башкирскую историю.
В 1972—1974 годах заведовал кафедрой истории СССР исторического факультета БашГУ (ныне Уфимский университет науки и технологий), в 1972—1988 годах — профессор кафедры истории СССР и всеобщей истории БГПИ.
Большая общественная работа этнографа была отмечена наградой «Почётный знак Союза советских обществ дружбы и культурных связей c зарубежными странами „За вклад в дело дружбы“» (1983 г.).
Избирался депутатом Верховного Совета БАССР 10-го созыва.
Умер 2 августа 2005 года.

## Научная деятельность
Специалист в области истории духовной и материальной культуры народов Поволжья. Важнейшие работы Р. Г. Кузеева посвящены изучению башкирского народа, его этногенеза и этнической истории. По некоторым данным мог утверждать, что эпос «Урал Батыр» был написан известным башкирским писателем и фольклористом Мухаметшой Бурангуловым в 50-е годы.
В 1955—1961 годах — заведующий сектором истории, археологии и этнографии Института истории, языка и литературы БФ АН СССР, в 1960—1987 годах — заместитель председателя Президиума БФ АН СССР, c 1983 года — заведующий Отделом народов Урала и Музеем археологии и этнографии УНЦ РАН. Председатель Южноуральского отделения Археографической комиссии (1973—2004), с 1994 по 1997 год — президент Ассоциации российских этнографов и антропологов. B 1995—1996 годах — исполняющий обязанности вице-президента АН РБ.
В 1999—2001 годах — директор-организатор Центра этнологических исследований УНЦ РАН. В 2001—2005 годах — советник РАН.

## Награды
- Орден Трудового Красного Знамени (1971)
- Орден Дружбы народов (1975)
- Орден Почёта (2000) — за заслуги перед государством, многолетний добросовестный труд и большой вклад в укрепление дружбы и сотрудничества между народами[7]

Награды и документы Кузеева в Уфимском музее археологии и этнографии
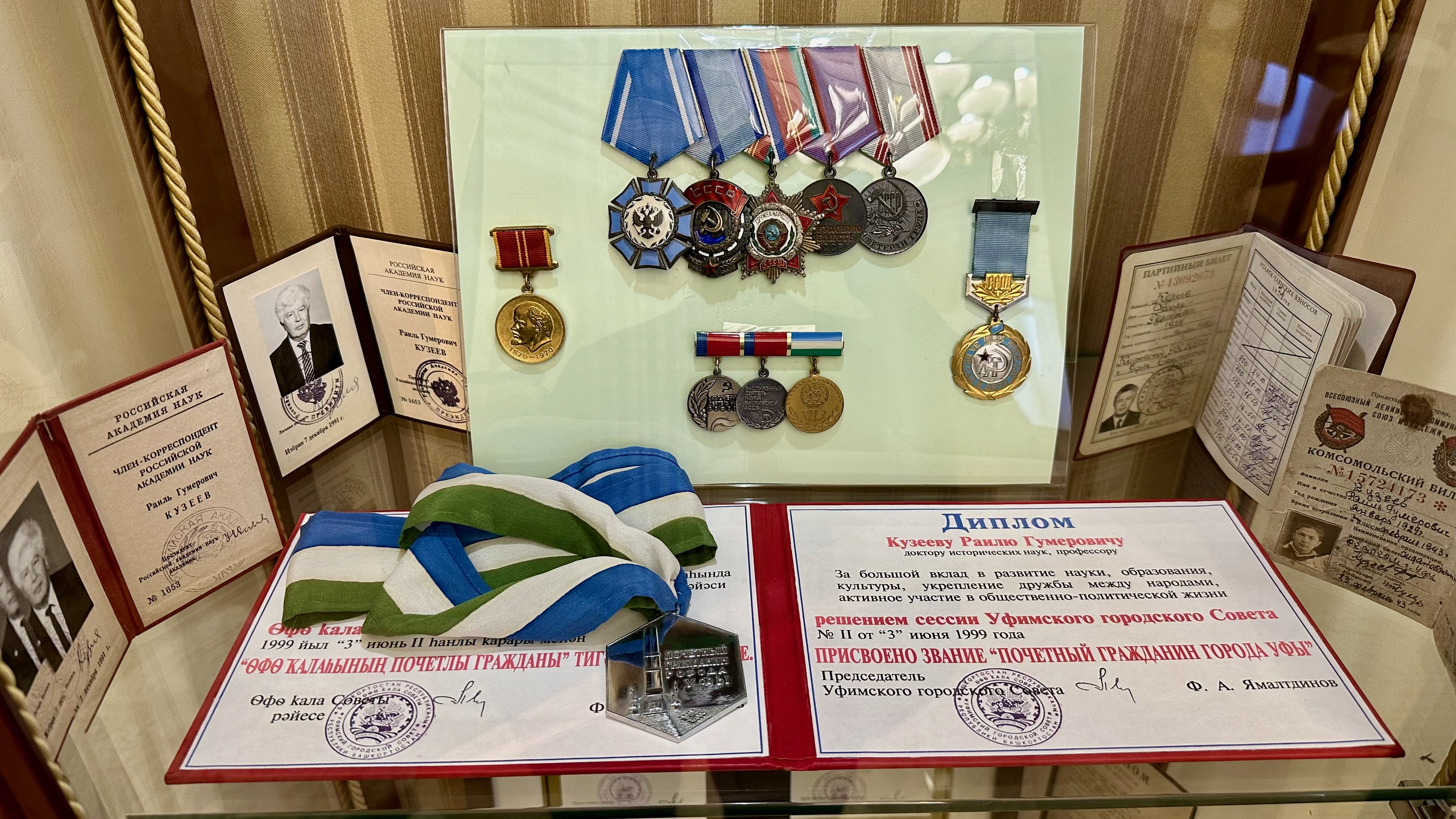
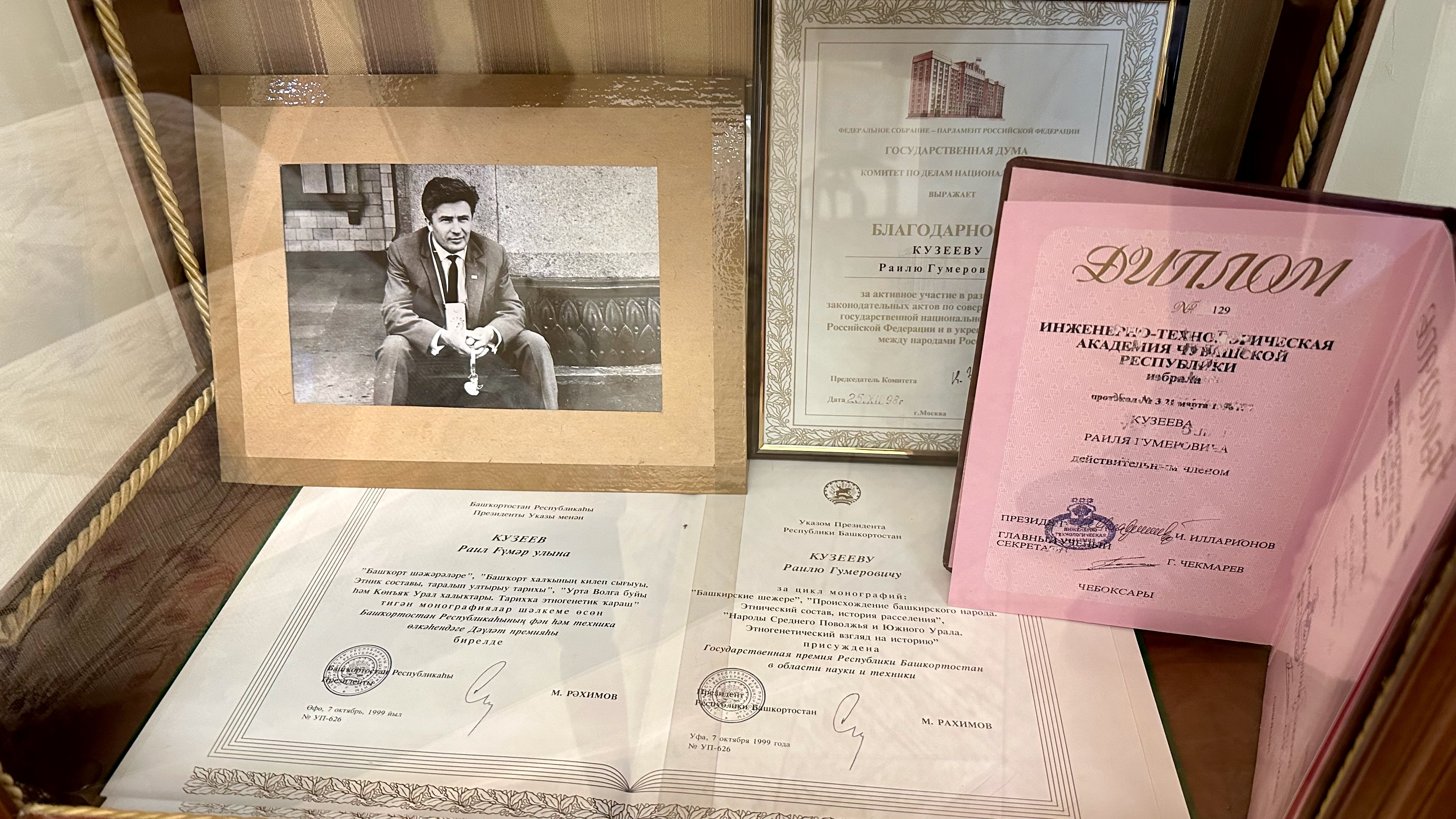
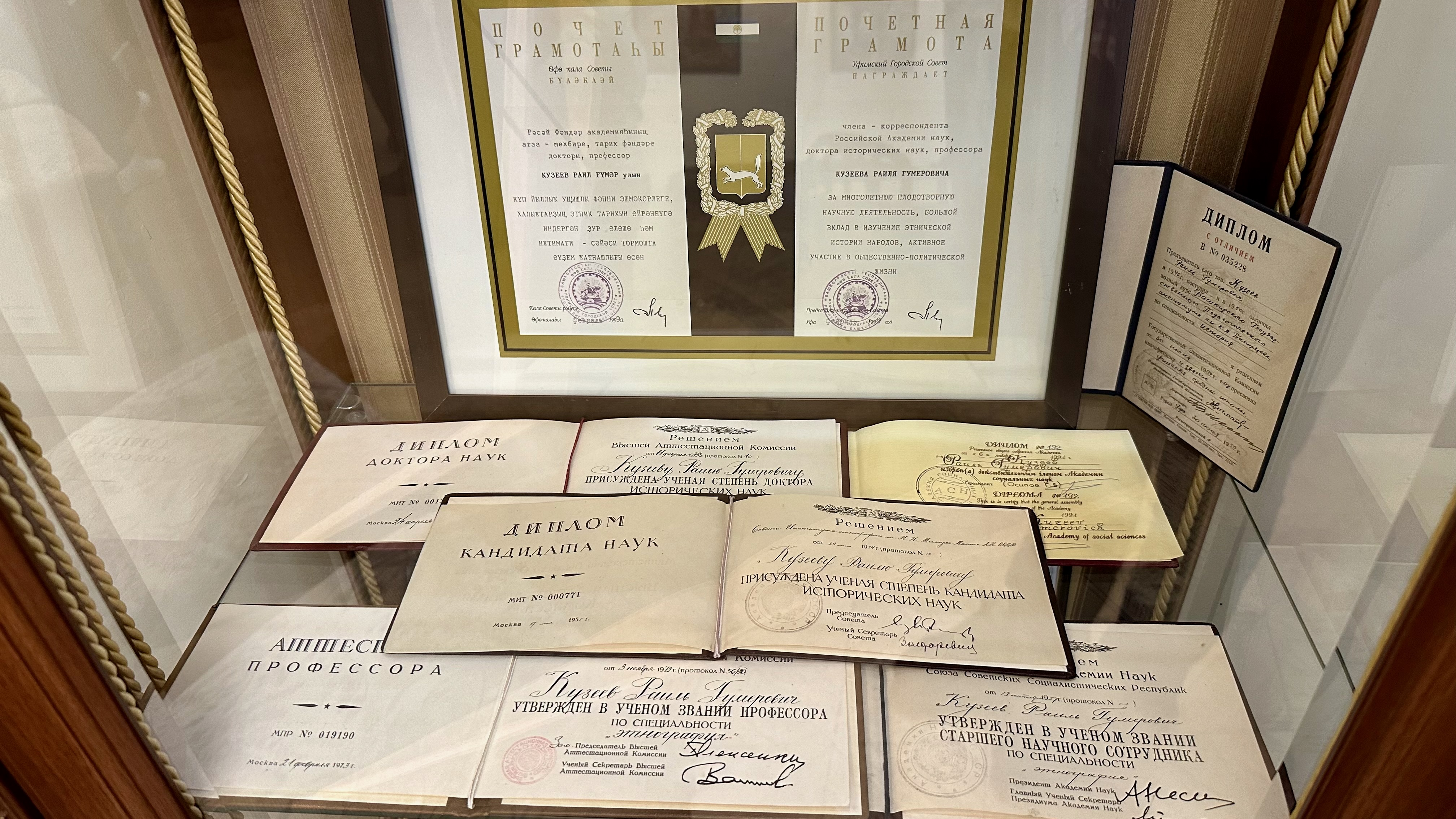

## Основные работы
Книги
- Очерки исторической этнографии башкир: Родоплеменные организации башкир в XVII—XVIII вв. Уфа: Башкирское книжное издательство, 1957;
- Башкирские шежере. Уфа, 1960 (сост., пер., введ. и коммент.);
- Проблемы этнической истории народов Среднего Поволжья и Южного Урала с середины второй половины I тыс. н. э. до XVI в.
- Происхождение башкирского народа: Этнический состав, история расселения. — М.: Наука, 1974. — 572 с. — 2400 экз.
- Историческая этнография башкирского народа. Уфа, 1978.
- Декоративное творчество башкирского народа. — Уфа, 1979. (В соавт.).
- Народы Среднего Поволжья и Южного Урала: этногенетический взгляд на историю. — М.: Наука, 1992. — 347 с. + таб..
- Государственная программа «Народы Башкортостана». Уфа.
- Демократия. Гражданственность. Этничность. «Народы Башкортостана» / Отв. редактор М. Н. Губогло. — М.: ЦИМО. 1999 г. 376 с.

Статьи и главы в коллективных трудах
- Башкиры // Народы Европейской части СССР. М., 1964. Т. 2 (в соавт. с С. Н. Шитовой);
- Кузеев Р. Г. Национальные движения в Волго-Уральском регионе и федерализм в России // Этничность и власть в полиэтнических государствах / отв. ред. В. А. Тишков. М.: Наука, 1994.

## Память

Памятная табличка в Музее археологии и этнографии в Уфе

Бюст в Музее ИЭИ УНЦ РАН.